# Wuzhou Film Distribution
Wuzhou Films Distribution (chinois : 五洲电影发行有限公司) est une société chinoise de distribution des films filiale du conglomérat Dalian Wanda Group.

## Filmographie
| Titre                                            | Date de sortie     | Recettes         | Ref.   |
| ------------------------------------------------ | ------------------ | ---------------- | ------ |
| Tale of the Rally                                | September 6, 2014  | CN¥12 million    | [ 2 ]  |
| One Step Away                                    | September 19, 2014 | CN¥77 million    | [ 3 ]  |
| Don't Go Breaking My Heart 2                     | November 11, 2014  | CN¥199 million   | [ 4 ]  |
| Gone with the Bullets                            | December 18, 2014  | CN¥515 million   | [ 5 ]  |
| The Taking of Tiger Mountain                     | December 23, 2014  | CN¥883 million   | [ 6 ]  |
| One Hundred Thousand Bad Jokes                   | December 31, 2014  | CN¥120 million   | [ 7 ]  |
| Running Man                                      | January 30, 2015   | CN¥434 million   | [ 8 ]  |
| Crazy New Year's Eve                             | February 6, 2015   | CN¥70 million    | [ 9 ]  |
| Zhong Kui: Snow Girl and the Dark Crystal        | February 19, 2015  | CN¥409 million   | [ 10 ] |
| Let's Get Married                                | April 2, 2015      | CN¥284 million   | [ 11 ] |
| Helios                                           | April 30, 2016     | CN¥210 million   | [ 12 ] |
| Monk Comes Down the Mountain                     | July 2, 2016       | CN¥401 million   | [ 13 ] |
| Jian Bing Man                                    | July 17, 2015      | CN¥1,160 million | [ 14 ] |
| Wild City                                        | July 30, 2015      | CN¥149 million   | [ 15 ] |
| Go Away Mr. Tumor                                | August 13, 2015    | CN¥511 million   | [ 16 ] |
| Goodbye Mr. Loser                                | September 30, 2015 | CN¥1,441 million | [ 17 ] |
| My Original Dream                                | November 11, 2016  | CN¥12 million    | [ 18 ] |
| Oh My God                                        | December 4, 2015   | CN¥57 million    | [ 19 ] |
| Mojin: The Lost Legend                           | December 18, 2015  | CN¥1,682 million | [ 20 ] |
| Detective Chinatown                              | December 31, 2015  | CN¥823 million   | [ 21 ] |
| Kill Time                                        | February 14, 2016  | CN¥13 million    | [ 22 ] |
| Crouching Tiger, Hidden Dragon: Sword of Destiny | February 19, 2016  | CN¥256 million   | [ 23 ] |
| The Rise of a Tomboy                             | March 18, 2016     | CN¥40 million    | [ 24 ] |
| Chongqing Hot Pot                                | April 1, 2016      | -                | [ 25 ] |